# Пітер Вілсон
Пітер Вілсон  (англ. Peter Wilson, 15 вересня 1986) — британський стрілець, олімпійський чемпіон.

## Виступи на Олімпіадах
| Олімпіада   | Дисципліна | Місце |
| ----------- | ---------- | ----- |
| Лондон 2012 | дубль-трап | 1     |

## Зовнішні посилання
- Досьє на sport.references.com